# Tư Mã Nguyên Hiển
Tư Mã Nguyên Hiển (chữ Hán: 司馬元顯, 382 - 402), tức Cối Kê Trung thế tử, tên tự là Lãng Quân (朗君), là tông thất và đại thần chấp chính dưới thời Đông Tấn trong lịch sử Trung Quốc.

## Thân thế
Tư Mã Nguyên Hiển là cháu nội thuộc ngành thứ của Tấn Giản Văn Đế, vua thứ 12 của nhà Tấn. Cha ông là Tư Mã Đạo Tử, con trai út của Giản Văn Đế. Sử sách không ghi rõ mẹ của ông là ai và không nói rõ trực tiếp tuổi của ông, nhưng cả Tấn thư và Tư trị thông giám đều thừa nhận rằng năm 397, lúc thảo phạt Vương Cung thì Tư Mã Nguyên Hiển được 16 tuổi. Như vậy có thể đoán được rằng ông chào đời vào năm 382.

## Dẹp loạn Vương Cung
Những năm cuối thời Tấn Hiếu Vũ Đế và đầu thời Tấn An Đế, Tư Mã Đạo Tử được giao trọng trách điều hành triều chính và nắm được quyền lực trong triều đình. Tuy nhiên do Đạo Tử tin dùng gian thần Vương Quốc Bảo nên dẫn đến việc bị các quan lại địa phương bất bình, trong đó có Vương Cung, thứ sử hai châu Thanh, Duyện. Năm 397, Vương Cung khởi binh tiến đánh Kiến Khang, ép buộc Tư Mã Đạo Tử phải giết chết Vương Quốc Bảo. Lúc bấy giờ Tư Mã Nguyên Hiển được 16 tuổi, được phong chức Thị trung. Ông lo sợ thế lực của Vương Cung lấn át triều đình nên thường khuyên Tư Mã Đạo Tử cất quân thảo phạt. Tư Mã Đạo Tử cũng rất tin tưởng về con trai, nên phong cho ông lên chức Chinh Lỗ tướng quân, giao cho nhiệm vụ canh giữ kinh thành.
Năm 398, Vương Cung một lần nữa xuất quân nhằm tiêu diệt thế lực của Tiều vương Tư Mã Thượng Chi chống đối mình. Lần này ông ta liên kết cùng Thứ sử Kinh châu Ân Trọng Kham, Thứ sử Quảng châu Hoàn Huyền và Thứ sử Dự châu Dữu Giai, tạo nên thanh thế lớn. Tư Mã Nguyên Hiển và Tư Mã Thượng Chi và Tạ Diễm được giao nhiệm vụ dẫn quân chống trả. Ông được bái làm Chinh thảo đô đốc, Giả tiết, đưa quân ra giao chiến cùng Tư Mã Thượng Chi. Trong trận ra quân, Tư Mã Thượng Chi đánh thắng được quân của Dữu Giai, buộc Giai phải bỏ chạy, theo về với Hoàn Huyền. Tư Mã Nguyên Hiển sau đó cùng Vương Khải, Hoàn Phóng Chi và Ôn Tường tiến đánh Thạch Đầu thành, đối phó với Hoàn Huyền, đồng thời phái Vương Nhã và Tạ Diễm đưa quân lên phía bắc để phòng bị từ xa.
Tuy nhiên cũng vào lúc đó, Tư Mã Nguyên Hiển biết được việc thủ hạ của Vương Cung là Lưu Lao Chi đang giữ chức Bắc phủ tướng quân xảy ra hiềm khích với Cung, bèn sai thái thú Lư Giang là Cao Tố khuyên Lưu Lao Chi bỏ Vương Cung, đầu hàng triều đình, hứa sau khi diệt được Vương Cung sẽ cho Lao Chi tiếp nhận chức vị đó. Lưu Lao Chi bằng lòng, dẫn quân theo về với triều đình rồi sau đó tiến đánh Vương Cung và bắt sống được ông ta. Cuối cùng Vương Cung bị xử tử.
Nghe tin Vương Cung đã chết, Ân Trọng Kham rút quân về Tầm Dương, không chịu nhận lệnh triều đình. Tư Mã Nguyên Hiển được lệnh rút quân về cung phòng vệ, sau đó gia phong cho ông lên làm Tán kị thường thị, Trung thư lệnh, lãnh Trung lĩnh quân, Trì tiết. Cùng năm đó Ân Trọng Kham và Hoàn Huyền lại quy phục. Cuộc nổi loạn chấm dứt.

## Đoạt quyền triều chính
Năm 399, Tư Mã Đạo Tử bị bệnh nặng và ngày càng lún sâu vào nghiện ngập, thường uống rượu say khướt suốt ngày. Biết cha không thể tiếp tục tiếp quản triều chính, Tư Mã Nguyên Hiển bèn dùng kế đoạt lấy quyền lực về tay mình. Ông ép triều đình giải trừ các chức vụ Tư đồ và Thứ sử Dương châu, rồi tự mình thay thế vào các chức đó, đồng thời nắm được quyền nhiếp chính. Tư Mã Đạo Tử biết được sự việc tuy rất tức giận nhưng cũng không làm được gì. Từ đó quyền lực trong triều rơi vào tay Tư Mã Nguyên Hiển.

## Chấp chính
Tư Mã Nguyên Hiển tuổi còn nhỏ, cảm thấy mình chưa đủ năng lực để nắm nhiều chức vụ cùng một lúc, bèn dùng Lang Nha vương Tư Mã Đức Văn (em trai hoàng đế) làm Tư đồ. Do tuổi trẻ hiếu thắng, ông bắt đầu dự định diệt trừ thế lực các phiên trấn để khẳng định quyền lực. Theo lời thái thú Lư Giang Trương Pháp Thuận, Tư Mã Nguyên Hiển cho đưa nhiều người thân tín vào triều và chi ngân khố một cách lãnh phí khiến người dân bất mãn.
Năm 398, Tư Mã Đạo Tử lệnh cho Tư Mã Nguyên Hiển bắt giết Tôn Thái do nghi có mưu đồ phản nghịch. Cháu Tôn Thái là Tôn Ân bất bình, chạy ra Đảo Chu San, tập hợp quân mã chuẩn bị phục thù. Năm 399, Tôn Ân đưa quân từ hải đảo tiến công vào vùng Thượng Ngô rồi tiến sang Cối Kê và nhanh chóng chiếm được toàn bộ Dương Châu, vùng duy nhất mà triều đình nhà Tấn còn quản lý rồi tiến về kiến Khang. Tư Mã Nguyên Hiển sai Tạ Diễm và Lưu Lao Chi suất quân kháng cự, đánh thắng quân Tôn Ân, bình định được 8 quận. Nhờ đó ông được gia phong làm Lục thượng thư sự (cùng đảm nhận chức vụ với Tư Mã Đạo Tử). Đường thời, tuy vẫn là người nhiếp chính trên danh nghĩa, nhưng Tư Mã Đạo Tử thường uống rượu suốt ngày, còn hoàng đế thì bị dị tật không thể nói được nên mọi việc trong triều đều do Tư Mã Nguyên Hiển quyết đoán. Ông được tôn xưng là Tây lục, trong khi Tư Mã Đạo Tử được gọi là Đông lục.
Cũng từ khi nắm quyền lớn, Tư Mã Nguyên Hiển bắt đầu gần gũi tiểu nhân gian nịnh rồi trở nên kiêu ngạo. Ông ép các quan mỗi khi vào triều phải bái lạy mình, đồng thời tôn mẹ mình là Cối Kê phu nhân, ban cho nhiều vàng bạc. Việc Tư Mã Nguyên Hiển xài tiền hoang phí trong lúc chiến tranh nổ ra liên miên làm cho quốc khố cạn kiệt, lòng dân oán hận.
Sang năm 400, Tôn Ân lại đưa quân tiến công vào Cối kê, giết được Tạ Diễm. Tư Mã Nguyên Hiển được triều đình phong làm Thứ sử Từ châu, Thị trung, Hậu tướng quân, Khai phủ nghi đồng tam ti, Đô đốc quân sự các châu Từ, Duyện, Thanh, U, Ký, Tịch, Kinh, Giang, Tư, Ung, Lương, Ích, Giao, Quảng, tổng cộng 16 châu. Sang tháng 2 ÂL, Tư Mã Nguyên Hiển bỏ chức Lục Thượng thư sự và tự đổi mình làm Trung thư lệnh.
Đương thời Lại bộ thượng thư Xa Dận bất mãn việc Tư Mã Nguyên Hiển kiêu ngạo làm bại hoại triều đình, bèn đến gặp Tư Mã Đạo Tử, khuyên Tư Mã Đạo Tử nên tìm cách lấy lại quyền lực. Tư Mã Nguyên Hiển biết chuyện, đến hỏi Tư Mã Đạo Tử, rồi lấy việc Xa Dận li gián mình với cha, bức Xa Dận tự sát.

## Thảo phạt Hoàn Huyền
Năm 401, Tôn Ân một lần nữa tiến quân đánh Dương châu, bị Lưu Lao Chi đán bại phải rút về Kinh Khẩu. Tư Mã Nguyên Hiển đưa quân truy kích, nhưng không ngờ ra trận bất lợi, Tôn Ân nhân đà thắng lợi lại đánh tới Kiến Khang. May thay cùng lúc đó tướng quân dưới quyền Lưu Lao Chi là Lưu Dụ (người sau này cướp ngôi nhà Tấn) đã đẩy lùi được Tôn Ân, buộc Tôn Ân rút chạy.
Trong trận chiến lần đó với triều đình, Tôn Ân nhận được sự giúp đỡ của Thứ sử Kinh châu Hoàn Huyền. Sau khi Tôn Ân rút lui, Tư Mã Nguyên Hiển bèn chuẩn bị kế hoạch thảo phạ Hoàn Huyền. Ông nhân danh Tấn An Đế xuống chiếu kể tội, buộc Hoàn Huyền thần phục và bãi binh. Nhưng cũng vì thế, Tư Mã Nguyên Hiển bắt đầu lo ngại về thế lực của Hoàn Huyền. Nghe lời Trương Pháp Thuận, ông kể tội Hoàn Huyền mưu phản, xuất binh thảo phạt. Ông phái Trương Pháp Thuận sang liên kết với Lưu Lao Chi tính kế đánh Kinh châu. Sau khi trở về, Trương Pháp Thuận dự đoán Lưu Lao Chi không phải là người đáng tin tưởng nên khuyên Tư Mã Nguyên Hiển giết đi nhưng ông không chấp nhận.
Tháng giêng năm Nguyên Hưng thứ nhất (402), Tư Mã Nguyên Hiển tự thăng mình làm Phiêu kị đại tướng quân, Chinh Thảo đại đô đốc, Đô đốc quận sự 18 châu, hàm Thị trung, Hoàng Việt, đồng thời được ban ngư kiếm 20 phân, đưa quân thảo phạt Hoàn Huyền và lấy Lưu Lao Chi làm Tiền phong đô đốc. Trương Pháp Thuận lại khuyên Tư Mã Nguyên Hiển sai Lưu Lao Chi giết Hoàn Khiêm, tướng dưới trướng Hoàn Huyền để nắm lấy ưu thế trước. Tư Mã Nguyên Hiển lại thấy rằng Lưu Lao Chi không thể nào đối địch với Hoàn Huyền nên không chấp nhận.
Khi quân của Tư Mã Nguyên Hiển vừa chuẩn bị xuất phát, Phiêu kị đại tướng quân Hoàn Thạch Sanh đã thông báo mọi việc cho Hoàn Huyền. Hoàn Huyền nghe tin, truyền hịch kể tội trạng của Tư Mã Nguyên Hiển. Ngày Bính Ngọ tháng 2 cùng năm (26 tháng 3 năm 402), Tư Mã Nguyên Hiển ra quân, Tấn An Đế thân hành đến Tây Đường đưa tiễn, nhưng ông nhiều lần chần chừ chưa quyết định tiến. Nhân đó, Hoàn Huyền đưa quân đến Tầm Dương, giao tranh với quân đội triều đình. Triều đình sai Tề vương Tư Mã Nhu Chi đến thuyết phục Hoàn Huyền rút lui, bị Huyền giết chết. Ngày Đinh Mão tháng 2 (16 tháng 4 năm 402), Hoàn Huyền tiến đến Cô Thục, đánh bại và bắt sống Tiều vương Tư Mã Thượng Chi, buộc em Thượng Chi là Tư Mã Hưu Chi bỏ thành mà chạy. Cùng lúc đó, Lưu Lao Chi quay sang phản lại Tư Mã Nguyên Hiển, đầu hàng Hoàn Huyền.

## Đại bại, bị giết
Nhờ có sự giúp đỡ của Lưu Lao Chi, Hoàn Huyền nhanh chóng đưa quân đến thành Kiến Khang. Lúc bấy giờ Tư Mã Nguyên Hiển vẫn chưa đưa quân ra khỏi thành, nghe được Hoàn Huyền đến nơi liền lui về quốc tử học đường. Ngày 20 tháng 4 năm 402, Hoàn Huyền tiến vào thành. Tư Mã Nguyên Hiển dẫn quân về cung. Ông đến gặp Tư Mã Đạo Tử hỏi kế, nhưng Tư Mã Đạo Tử cũng không có cách gì, chỉ biết khóc mà thôi. Sau đó Hoàn Huyền sai quân đến bắt Tư Mã Nguyên Hiển.
Hoàn Huyền nhanh chóng vào cung, chấp chưởng toàn bộ triều chính, cho sát hại Tư Mã Nguyên Hiển cùng sáu người con. Các tướng Tư Mã Thượng Chi, Dữu Giai, Trương Pháp Thuận, Mao Thái đều bị xử tử. Năm đó ông mới được 21 tuổi.
Về sau Hoàn Huyền cướp ngôi hoàng đế rồi bị sát hại. Đại tướng quân Tư Mã Tuân nắm giữ triều đình, cho phục hồi danh dự cho Tư Mã Nguyên Hiển cùng Tư Mã Đạo Tử, truy tặng ông chức vị Thái úy, thụy hiệu là Cối Kê Trung thế tử.

## Gia đình
- Cha: Cối Kê Văn Hiếu vương Tư Mã Đạo Tử
- Mẹ: Không rõ
- Con cháu
  - Tư Mã Ngạn Chương, được phong tước Đông Hải vương, bị Hoàn Huyền sát hại
  - Năm người con khác, cũng bị Hoàn Huyền sát hại
  - Tư Mã Tú Hi, tự xưng là con của Tư Mã Nguyên Hiển, bị Lưu Dụ giết chết
  - Tư Mã Thiên Trợ, tự xưng là con của Tư Mã Nguyên Hiển[13], sau này trốn sang nhà Bắc Ngụy, được Bắc Ngụy phong làm Đông Hải công, Thị trung, Thứ sử các châu Thanh, Duyện, Chinh Đông tướng quân
    - Tư Mã Nguyên Bá, cháu nội, con Tư Mã Thiên Trợ, được Bắc Ngụy phong làm Kiến Uy tướng quân, Thái thú Thái Sơn